# 오공
주식회사 오공(OKONG Corp.)은 1962년 1월 2일에 설립된 접착제 및 젤라틴 제조업체이다. 접착제, 실란트, 화공약품 제조, 도매 사업을 하는 코스닥기업이다.

## 연혁
- 1962년 1월 : 경기화학공업사 창업 / 서울특별시 영등포구 고척동
- 1974년 8월 : [법인 전환] 오공본드(주) / 경기도 김포군 오정면 도당리 185
- 1975년 8월 : [상호 변경] 오공산업(주)
- 1975년 9월 : [본사 이전] 경기도 부천시 도당동 185
- 1992년 2월 : 기업부설연구소 인정 / 인천광역시 남구 용현동 426-1 (한국산업기술진흥협회)
- 1992년 5월 : 포리흥산 남동공장 이전 / 인천광역시 남동구 남촌동 621-7
- 1995년 11월 : [흡수 병합] 오공산업(주), 포리흥산(주) / 現 오공TS(주)
- 1996년 10월 : [상호 변경] (주)오공 / OKONG Corp.

## 본사/연구소/공장/물류센터
- 본사/인천1공장 : 인천광역시 남동구 함박뫼로 341 (남촌동)
- 연구소 : 인천광역시 남동구 함박뫼로 341 (남촌동)
- 인천2공장/물류센터 : 인천광역시 남동구 은청로 67 (고잔동)
- 충주공장/물류센터 : 충청북도 충주시 용탄농공1길 22-11 (용탄동)

## 계열사
- 오공TS(주)
- (주)삼성테이프